# Eduard Sarapij
Eduard Jevhenovyč Sarapij (in ucraino Едуард Євгенович Сарапій?; Zaporižžja, 12 maggio 1999) è un calciatore ucraino, centrocampista del Polіssja Žytomyr.

## Carriera

### Club
Cresciuto nei settori giovanili di Metalurh Zaporižžja e Dinamo Kiev, inizia la sua carriera nei dilettanti del Tavrija-Skif Rozdol. Nel 2017 ritorna al Metalurh Zaporižžja, militando nelle serie minori del calcio ucraino. Nel 2021 viene acquistato dal Metalist, in seconda divisione. L'anno successivo passa in prestito al Dnipro-1; esordisce in Prem"jer-liha il 28 agosto 2022, in occasione dell'incontro vinto per 0-3 contro la Dinamo Kiev, partita nella quale realizza anche una rete.

### Nazionale
Dopo aver giocato due partite con la nazionale ucraina Under-17 nel 2016, il 22 settembre 2022 viene convocato per la prima volta dalla nazionale maggiore ucraina, in vista degli incontri di UEFA Nations League contro Armenia e Scozia.

## Statistiche

### Presenze e reti nei club
Statistiche aggiornate al 12 luglio 2024.
| Stagione                   | Squadra                    | Campionato                 | Campionato | Campionato | Coppe nazionali | Coppe nazionali | Coppe nazionali | Coppe continentali | Coppe continentali | Coppe continentali | Altre coppe | Altre coppe | Altre coppe | Totale | Totale |
| Stagione                   | Squadra                    | Comp                       | Pres       | Reti       | Comp            | Pres            | Reti            | Comp               | Pres               | Reti               | Comp        | Pres        | Reti        | Pres   | Reti   |
| -------------------------- | -------------------------- | -------------------------- | ---------- | ---------- | --------------- | --------------- | --------------- | ------------------ | ------------------ | ------------------ | ----------- | ----------- | ----------- | ------ | ------ |
| 2018-2019                  | Metalurh Zaporižžja        | 2L                         | 25+2       | 11+0       | CU              | 2               | 1               |                    | -                  | -                  |             | -           | -           | 29     | 12     |
| 2019-2020                  | Metalurh Zaporižžja        | 1L                         | 25+1       | 6+0        | CU              | 0               | 0               |                    | -                  | -                  |             | -           | -           | 26     | 6      |
| 2020-2021                  | Metalurh Zaporižžja        | 2L                         | 20         | 10         | CU              | 2               | 0               |                    | -                  | -                  |             | -           | -           | 22     | 10     |
| Totale Metalurh Zaporižžja | Totale Metalurh Zaporižžja | Totale Metalurh Zaporižžja | 70+3       | 27+0       |                 | 4               | 1               |                    | -                  | -                  |             | -           | -           | 77     | 28     |
| 2021-2022                  | Metalist                   | 1L                         | 16         | 1          | CU              | 3               | 0               |                    | -                  | -                  |             | -           | -           | 19     | 1      |
| 2022-2023                  | Dnipro-1                   | PL                         | 29         | 5          |                 | -               | -               | UEL+UECL           | 1+8                | 0                  |             | -           | -           | 38     | 5      |
| 2023-2024                  | Dnipro-1                   | PL                         | 27         | 1          | CU              | 1               | 0               | UCL+UEL+UECL       | 2+2+1              | 1+0+0              |             | -           | -           | 33     | 2      |
| Totale Dnipro-1            | Totale Dnipro-1            | Totale Dnipro-1            | 56         | 6          |                 | 1               | 0               |                    | 14                 | 1                  |             | -           | -           | 71     | 7      |
| Totale carriera            | Totale carriera            | Totale carriera            | 145        | 34         |                 | 8               | 1               |                    | 14                 | 1                  |             | -           | -           | 167    | 36     |

## Palmarès

### Club

#### Competizioni nazionali
- Perša Liha: 1

Metalist: 2021-2022